# Liste des locomotives protégées aux monuments historiques
La liste des locomotives protégées aux monuments historiques, recense les locomotives de France classées ou inscrites aux monuments historiques.

## Méthodologie
La liste prend en compte les locomotives et locotracteurs classées ou inscrites au titre des monuments historiques. La date correspond à l'année de protection, la localisation à leur dernier emplacement connu, ou leur emplacement actuel.

## Locomotives à vapeur
| Commune                      | Lieu | Désignation | Type                               | Protection | Date de protection | Base Palissy   | Image                      |
| ---------------------------- | --- | --- | ---------------------------------- | ---------- | ------------------ | -------------- | -------------------------- |
| Saint-Lieux-lès-Lavaur       | Chemin de fer touristique du Tarn (CFTT)                                                                              | Locomotive-tender, chauffe au charbon, construite par Couillet en 1910.                                                                                           | 030 T n°1                          | Classée    | 1990               | « PM81000425 » | Proposez une photo         |
| Saint-Lieux-lès-Lavaur       | Chemin de fer touristique du Tarn (CFTT)                                                                              | Locomotive-tender, chauffe au charbon, construite par Decauville à Corbeil en 1947.                                                                               | 020 T n°3                          | Classée    | 1990               | « PM81000394 » | Proposez une photo         |
| Saint-Lieux-lès-Lavaur       | Chemin de fer touristique du Tarn (CFTT)                                                                              | Locomotive-tender, construite en 1898 par Decauville à Évry-Petit-Bourg pour une exploitation minière de nickel en Nouvelle-Calédonie.                            | 020 T n°5                          | Classée    | 2006               | « PM81000644 » | Proposez une photo         |
| Grez-sur-Loing               | Tacot des Lacs (Ex-CFCD - changement de propriétaire en 2012)                                                         | Locomotive-tender, chauffe au charbon, construite par Neumeyer à Munich en 1922.                                                                                  | 020 T n°2                          | Classée    | 1987               | « PM80001660 » | Proposez une photo         |
| Bailly                       | (Ex-CFCD - changement de propriétaire en 2012)                                                                        | Locomotive-tender, chauffe au charbon, construite par Henschel à Cassel en 1937.                                                                                  | 020 T n°1                          | Classée    | 1994               | « PM80000679 » | Proposez une photo         |
| Froissy                      | Chemin de fer Froissy-Dompierre (CFCD)                                                                                | Locomotive-tender, chauffe au charbon, construite par Decauville à Corbeil en 1916.                                                                               | 030 T n°5                          | Classée    | 1987               | « PM80001567 » | Proposez une photo         |
| Grez-sur-Loing               | Tacot des Lacs (Ex-CFCD - changement de propriétaire en 2012)                                                         | Locomotive-tender, construite en 1916 par Alco-Cooke pour le War Department Light Railways.                                                                       | 131 T n°9                          | Classée    | 1987               | « PM80001659 » | Proposez une photo         |
| Froissy                      | Chemin de fer Froissy-Dompierre (CFCD)                                                                                | Locomotive à tender séparé, chauffe au charbon, construite par Vulcan-Werke en 1925.                                                                              | 040 n°8                            | Classée    | 1987               | « PM80001565 » | Proposez une photo         |
| Froissy                      | Chemin de fer Froissy-Dompierre (CFCD)                                                                                | Locomotive à tender séparé (type KDL 11), chauffe au charbon, construite par la Société Franco-Belge à Raismes en 1945.                                           | 040 n°10                           | Classée    | 1987               | « PM80001566 » | Proposez une photo         |
| Froissy                      | Chemin de fer Froissy-Dompierre (CFCD)                                                                                | Locomotive-tender, chauffe au charbon, construite par Orenstein & Koppel à Berlin en 1917.                                                                        | 050 T n°12                         | Classée    | 1998               | « PM80001622 » | Proposez une photo         |
| Froissy                      | Chemin de fer Froissy-Dompierre (CFCD)                                                                                | Locomotive-tender (type DFB), construite par Krauss en 1917. | 040 T n°4                          | Inscrite   | 1986               | « PM80005143 » | Proposez une photo         |
| Villeneuve-la-Garenne        | Chemin de fer des Chanteraines (CFC)                                                                                  | Locomotive-tender, chauffe au charbon, construite par Decauville à Corbeil en 1914, dite La Bouillotte.                                                           | 020 T n°18                         | Classée    | 2005               | « PM92000246 » | Proposez une photo         |
| Villeneuve-la-Garenne        | Chemin de fer des Chanteraines (CFC)                                                                                  | Locomotive-tender, chauffe au charbon, construite par Decauville à Corbeil en 1920.                                                                               | 030 T n°6                          | Classée    | 2003               | « PM92000244 » | Proposez une photo         |
| Bligny-sur-Ouche             | Chemin de fer de la vallée de l'Ouche                                                                                 | Locomotive-tender construite par Couillet en 1910 | 030 T 1586                         | Classée    | 2004               | « PM21003054 » | Proposez une photo         |
| Pithiviers                   | Musée des transports de Pithiviers (MTP)                                                                              | Locomotive-tender, chauffe au charbon, construite par Schneider au Creusot en 1870.                                                                               | 020 T n°2                          | Classée    | 1987               | « PM45000588 » | Proposez une photo         |
| Pithiviers                   | Musée des transports de Pithiviers (MTP)                                                                              | Locomotive-tender, chauffe au charbon, construite par Decauville à Corbeil en 1905.                                                                               | 020 T n°6                          | Classée    | 1997               | « PM45000770 » | Proposez une photo         |
| Pithiviers                   | Musée des transports de Pithiviers (MTP)                                                                              | Locomotive-tender, chauffe au charbon, construite par Decauville à Corbeil en 1919, dite Colette.                                                                 | 020 T n°8                          | Classée    | 1992               | « PM45000585 » | Proposez une photo         |
| Pithiviers                   | Musée des transports de Pithiviers (MTP)                                                                              | Locomotive-tender, chauffe au charbon, construite par ANF Blanc-Misseron à Blanc-Misseron en 1902.                                                                | 030 T n°5                          | Classée    | 1992               | « PM45000766 » | Proposez une photo         |
| Pithiviers                   | Musée des transports de Pithiviers (MTP)                                                                              | Locomotive-tender, chauffe au charbon, construite par Decauville à Corbeil en 1902.                                                                               | 031 T n°10                         | Classée    | 1987               | « PM45000587 » | Proposez une photo         |
| Pithiviers                   | Musée des transports de Pithiviers (MTP)                                                                              | Locomotive-tender, chauffe au charbon, construite par La Meuse à Liège en 1938, dite Les Fontenelles.                                                             | 130 T n°9                          | Classée    | 1987               | « PM45000586 » | Proposez une photo         |
| Pithiviers                   | Musée des transports de Pithiviers (MTP)                                                                              | Locomotive-tender (type DFB), chauffe au charbon, construite par Henschel à Cassel en 1917.                                                                       | 040 T n°4                          | Classée    | 1987               | « PM45000584 » | Proposez une photo         |
| Pithiviers                   | Musée des transports de Pithiviers (MTP)                                                                              | Locomotive-tender, construite en 1916 par Alco-Cooke pour le War Department Light Railways.                                                                       | 131 T n°22                         | Classée    | 1992               | « PM45000767 » | Proposez une photo         |
| Pithiviers                   | Musée des transports de Pithiviers (MTP)                                                                              | Locomotive-tender (type KDL 11 tendérisé), chauffe au charbon, construite par la Société Franco-Belge à Raismes en 1945.                                          | 040 T n°12                         | Classée    | 1992               | « PM45000765 » | Proposez une photo         |
| Pithiviers                   | Musée des transports de Pithiviers (MTP). Propriété de la SGVA.                                                       | Locomotive-tender « Mallet » construite en 1905 par Orenstein & Koppel.                                                                                           | 020+020 T n°22-5                   | Classée    | 1999               | « PM38000867 » | Proposez une photo         |
| Grez-sur-Loing               | Tacot des Lacs | Locomotive-tender, construite en 1908 par Orenstein & Koppel, ex-sablière de Saint-Pierre-lès-Nemours.                                                            | 020 T n°43                         | Classée    | 1997               | « PM77002167 » | Proposez une photo         |
| Grez-sur-Loing               | Tacot des Lacs | Locomotive-tender, construite en 1917 par Baldwin Locomotive Works pour le Corps Expéditionnaire Américain.                                                       | 131 T n°5104                       | Classée    | 2008               | « PM77002242 » | Proposez une photo         |
| Abreschviller                | Chemin de fer forestier d'Abreschviller                                                                               | Locomotive-tender « Mallet » construite par Maschinenbau-Gesellschaft Heilbronn (de) en 1906                                                                      | 020+020 T n°476                    | Classée    | 1987               | « PM57000003 » | Proposez une photo         |
| Carhaix                      | Locomotive monument exposée en extérieur.                                                                             | Locomotive-tender « Mallet » du Réseau Breton construite en 1913 par Piguet à Lyon.                                                                               | 030+030 T n° E.415                 | Classée    | 1985               | « PM29000106 » | Proposez une photo         |
| Lamastre                     | Chemin de fer du Vivarais                                                                                             | Locomotive-tender « Mallet » de la Compagnie de chemins de fer départementaux construite en 1903 par la SLM Winterthur à Winterthur.                              | 030+030 T n°403                    | Classée    | 1987               | « PM07000323 » | Proposez une photo         |
| Tence                        | voies ferrées du Velay. Propriété de la FACS - Patrimoine Ferroviaire                                                 | Locomotive-tender « Mallet » du PO-Corrèze construite en 1906 par ANF Blanc-Misseron à Blanc-Misseron.                                                            | 020+020 T n°101                    | Classée    | 1987               | « PM43000685 » | Proposez une photo         |
| Bar-le-Duc                   | Chemin de Fer Historique de la Voie Sacrée                                                                            | Locomotive-tender dite La Suzanne construite en 1890 par Corpet-Louvet, pour les Chemins de fer départementaux de la Meuse.                                       | 031 T 26                           | Classé     | 1992               | « PM55000915 » | Proposez une photo         |
| Chamonix                     | Locomotive monument exposée en extérieur.                                                                             | Locomotive-tender, chauffe au charbon, construite en 1923 pour le Tramway du Mont-Blanc par la SLM Winterthur.                                                    | 021 T n°6                          | Classée    | 1987               | « PM74000130 » | Proposez une photo         |
| Saint-Jean-de-Linières       | Association des amis du Petit Anjou (AAPA)                                                                            | Locomotive à vapeur des Tramways de la Drôme construite en 1897 par Pinguely à Lyon.                                                                              | 030 T n°16                         | Classée    | 2003               | « PM95001014 » | Proposez une photo         |
| Tence                        | Voies Ferrées du Velay. Propriété de la FACS - Patrimoine Ferroviaire                                                 | Locomotive-tender, construite en 1895 par les Anciens Établissements Cail pour les Chemins de Fer Départementaux des Charentes.                                   | 130 T n°77                         | Classée    | 1994               | « PM45000768 » | Proposez une photo         |
| Crèvecœur-le-Grand           | Musée des tramways à vapeur et des chemins de fer secondaires français. Propriété de la FACS - Patrimoine Ferroviaire | Locomotive-tender des Tramways d'Ille-et-Vilaine construite par Corpet-Louvet en 1909.                                                                            | 030 T n°75                         | Classée    | 1987               | « PM94000158 » | Proposez une photo         |
| Butry-sur-Oise               | Musée des tramways à vapeur et des chemins de fer secondaires français                                                | Locomotive-tender, construite en 1913 par Orenstein & Koppel pour le chemin de fer du Val de Vouga (Portugal).                                                    | 130 T E96                          | Classée    | 2002               | « PM95000940 » | Proposez une photo         |
| Butry-sur-Oise               | Musée des tramways à vapeur et des chemins de fer secondaires français                                                | Locomotive-tender Corpet-Louvet de 1898, dite Vénus | 020 T                              | Classée    | 2002               | « PM95000837 » | Proposez une photo         |
| Butry-sur-Oise               | Musée des tramways à vapeur et des chemins de fer secondaires français                                                | Locomotive-tender, chauffe au charbon, construite en 1924 par la SACM à Graffenstaden, pour le chemin de fer Ligne de Berck-Plage à Paris-Plage.                  | 130 T 3                            | Classée    | 2002               | « PM95000939 » | Proposez une photo         |
| Crèvecœur-le-Grand           | Musée des tramways à vapeur et des chemins de fer secondaires français                                                | Locomotive-tender construite en 1925 par Corpet-Louvet pour les Chemins de fer des Côtes-du-Nord, dite La Lulu.                                                   | 030 T n°36                         | Classée    | 2002               | « PM95000720 » | Proposez une photo         |
| Crèvecœur-le-Grand           | Musée des tramways à vapeur et des chemins de fer secondaires français                                                | Locomotive bi-cabine construite en 1898 par Blanc-Misseron pour les Tramways de la Sarthe.                                                                        | 030 T n°60                         | Classée    | 1983               | « PM95000106 » | Proposez une photo         |
| Boucieu-le-Roi               | Chemin de fer du Vivarais                                                                                             | Locomotive-tender bi-cabine des Tramways de l'Ouest du Dauphiné construite en 1909 par Pinguely à Lyon.                                                           | 030 T n°31                         | Classée    | 1987               | « PM07000324 » | Proposez une photo         |
| Saint-Valery-sur-Somme       | Chemin de Fer de la Baie de Somme (CFBS). Propriété de la FACS - Patrimoine Ferroviaire                               | Locomotive-tender, chauffe au charbon, construite en 1905 pour les Chemins de fer du Morbihan par Pinguely à Lyon.                                                | 030 T n°101                        | Classée    | 1994               | « PM80000682 » | Proposez une photo         |
| Saint-Valery-sur-Somme       | Chemin de Fer de la Baie de Somme (CFBS)                                                                              | Locomotive-tender, chauffe au charbon, construite pour la Régie des transports de l'Aisne par Corpet-Louvet en 1906.                                              | 130 T n°1                          | Classée    | 1987               | « PM80001294 » | Proposez une photo         |
| Saint-Valery-sur-Somme       | Chemin de Fer de la Baie de Somme (CFBS)                                                                              | Locomotive-tender, chauffe au charbon, construite en 1909 pour la Société générale des chemins de fer économiques de Seine et Marne par Buffaud & Robatel à Lyon. | 031 T n°3714                       | Classée    | 1987               | « PM80001293 » | Proposez une photo         |
| Saint-Valery-sur-Somme       | Chemin de Fer de la Baie de Somme (CFBS)                                                                              | Locomotive-tender, chauffe au charbon, construite pour les VFIL de l'Oise par Haine Saint Pierre en 1922.                                                         | 130 T n°15                         | Classée    | 1992               | « PM80000681 » | Proposez une photo         |
| Puget-Théniers               | Groupe d'étude pour les chemins de fer de Provence (GECP). Propriété de la FACS - Patrimoine Ferroviaire              | Locomotive-tender, chauffe au charbon, construite pour le Réseau Breton par Fives-Lille à Fives en 1909.                                                          | 230 T n° E.327                     | Classée    | 1987               | « PM06000777 » | Proposez une photo         |
| Sainte Marie - (Martinique)  | Locomotive exposée au Musée du rhum de Sainte-Marie.                                                                  | Locomotive-tender, construite en 1925 par Corpet-Louvet pour la distillerie Saint-James.                                                                          | 030 T Trinité                      | Classée    | 2001               | « PM97200023 » | Proposez une photo         |
| Denain                       | Cercle d'Études Ferroviaires Nord                                                                                     | Locomotive-tender dite l'Union, construite en 1887 par les ateliers de la Compagnie des mines d'Anzin à Anzin, pour la Compagnie des mines d'Anzin.               | 020 T 7                            | Classée    | 1987               | « PM88000913 » | Proposez une photo         |
| Guîtres                      | Train touristique de Guîtres à Marcenais                                                                              | Locomotive-tender, construite par les Ateliers de construction de La Meuse à Liège-Sclessin en 1924, pour une usine chimique à Bouchain.                          | 020 T                              | Classée    | 1990               | « PM33000969 » | Proposez une photo         |
| Chaillevette                 | Train des mouettes | Locomotive-tender, construite pour le Chemin de Fer de Saint-Victor-sur-Rhins à Cours par Schneider au Creusot en 1891, dite Progrès.                             | 030 T 3                            | Classée    | 1987               | « PM17000058 » | Proposez une photo         |
| Chaillevette                 | Train des mouettes | Locomotive-tender, construite en 1910 par Fives-Lille pour les Mines de Ferfay.                                                                                   | 030 T 5                            | Classée    | 2004               | « PM37001084 » | Proposez une photo         |
| Chaillevette                 | Train des mouettes | Locomotive-tender, construite en 1906 par Borsig pour la Ligne de Rosheim à Saint-Nabor.                                                                          | 030T type T 3 prussienne (de)      | Classée    | 1985               | « PM67000643 » | Proposez une photo         |
| Limoges Puy-Imbert           | Conservatoire Ferroviaire Territoires Limousin Périgord (CFTLP)                                                       | Locomotive-tender, chauffe au charbon, construite par la Société française de constructions mécaniques à Denain en 1932.                                          | 141 TD 740                         | Classée    | 1987               | « PM24000509 » | Proposez une photo         |
| Carnoules                    | Locomotive monument exposée en extérieur.                                                                             | Locomotive à tender séparé, chauffe au charbon, construite par Schneider au Creusot en 1893.                                                                      | 040 4-B-9 PLM                      | Classée    | 1987               | « PM83000168 » | Proposez une photo         |
| Montpellier                  | Locomotive monument exposée en extérieur.                                                                             | Locomotive-tender chauffe au charbon des Chemins de fer de l'Hérault, construite par Schneider au Creusot en 1927.                                                | 040 T n°D-81                       | Classée    | 1995               | « PM34001601 » | Proposez une photo         |
| Burnhaupt-le-Haut            | Train Thur Doller Alsace                                                                                              | Locomotive-tender « Mallet » construite en 1911 par Henschel à Cassel pour le Chemin de fer d'Avricourt à Blâmont et à Cirey.                                     | 020+020 T n°2                      | Classée    | 1987               | « PM68000042 » | Proposez une photo         |
| Burnhaupt-le-Haut            | Train Thur Doller Alsace                                                                                              | Locomotive-tender construite en 1914 par les ateliers de construction de La Meuse à Liège, pour la Compagnie des chemins de fer secondaires du Nord-Est.          | 030 T n°51                         | Classée    | 2011               | « PM68000976 » | Proposez une photo         |
| La Grande Chaloupe           | Chemin de fer de La Réunion                                                                                           | Locomotive tender construite en 1878 par Schneider pour le Chemin de fer de La Réunion.                                                                           | 030 T n°8                          | Classée    | 1994               | « PM97400002 » | Proposez une photo         |
| Clermont-Ferrand             | Société Civile de Conservation de la 141 R 420                                                                        | Locomotive à tender séparé, chauffe au charbon, construite par American Locomotive Company en 1946.                                                               | 141 R 420                          | Classée    | 1987               | « PM63000348 » | Proposez une photo         |
| Fleury-les-Aubrais           | Amicale des anciens et amis de la traction à vapeur                                                                   | Locomotive à tender séparé à chauffe au fioul, construite par Baldwin Locomotive Works en 1946.                                                                   | 141 R 840                          | Classée    | 2003               | « PM58000626 » | Proposez une photo         |
| Breil-sur-Roya               | Écomusée du haut-pays et des transports                                                                               | Locomotive à tender séparé, chauffe au fioul, construite par Lima Locomotive Works en 1946.                                                                       | 141 R 1108                         | Inscrite   | 2019               | « PM06004061 » | Proposez une photo         |
| Toulouse                     | SNCF et Amicale des Cheminots pour la Préservation de la 141 R 1126                                                   | Locomotive à tender séparé, chauffe au fioul, construite par American Locomotive Company en 1946.                                                                 | 141 R 1126                         | Classée    | 1998               | « PM31001389 » | Proposez une photo         |
| Fleury-les-Aubrais           | SNCF et Amicale des anciens et amis de la traction à vapeur Centre/Val de Loire                                       | Locomotive à tender séparé, chauffe au fioul, construite par Baldwin Locomotive Works en 1947.                                                                    | 141 R 1199                         | Classée    | 1984               | « PM35000721 » | Proposez une photo         |
| Toulouse                     | SNCF et Amicale des anciens et amis de la traction à vapeur Midi-Pyrénées                                             | Locomotive à tender séparé, chauffe au charbon, construite par Schneider au Creusot en 1949.                                                                      | 241 P 9                            | Inscrite   | 2011               | « PM31002463 » | Proposez une photo         |
| Le Creusot                   | Les Chemins de Fer du Creusot                                                                                         | Locomotive à tender séparé, chauffe au charbon, construite par Schneider au Creusot en 1950.                                                                      | 241 P 17                           | Classée    | 1990               | « PM71000825 » | Proposez une photo         |
| Longueville (Seine-et-Marne) | Musée vivant du chemin de fer (AJECTA)                                                                                | Locomotive-tender, chauffe au charbon, construite par Fives-Lille à Fives en 1922.                                                                                | 141 TC 19                          | Classée    | 1990               | « PM77002029 » | Proposez une photo         |
| Longueville (Seine-et-Marne) | Musée vivant du chemin de fer (AJECTA)                                                                                | Locomotive-tender, chauffe au charbon, construite par ANF Blanc-Misseron à Blanc-Misseron en 1913.                                                                | 141 TB 407                         | Classée    | 1988               | « PM77000978 » | Proposez une photo         |
| Carhaix                      | SNCF et Amicale des Anciens et Amis de la Traction Vapeur de Mulhouse                                                 | Locomotive-tender, construite par la Société de Saint-Léonard à Liège en 1913.                                                                                    | 141 TB 424                         | Classée    | 1992               | « PM68000588 » | Proposez une photo         |
| Longueville (Seine-et-Marne) | Musée vivant du chemin de fer (AJECTA)                                                                                | Locomotive-tender, chauffe au charbon, construite par Goüin à Paris en 1887.                                                                                      | 030 T 3032                         | Classée    | 1987               | « PM77000976 » | Proposez une photo         |
| Longueville (Seine-et-Marne) | Musée vivant du chemin de fer (AJECTA)                                                                                | Locomotive à tender séparé, chauffe au charbon, construite par J.F Cail & Cie en 1866.                                                                            | 040 4.853 Nord                     | Classée    | 1988               | « PM77001956 » | Proposez une photo         |
| Nîmes                        | Groupement d'aide au développement des exploitations ferroviaires touristiques (GADEFT)                               | Locomotive à tender séparé, chauffe au charbon, construite par North British en 1917.                                                                             | 140 C 27                           | Classée    | 1987               | « PM30000546 » | Proposez une photo         |
| Longueville (Seine-et-Marne) | Musée vivant du chemin de fer (AJECTA)                                                                                | Locomotive à tender séparé, chauffe au charbon, construite par North British en 1916.                                                                             | 140 C 231                          | Classée    | 2003               | « PM77002220 » | Proposez une photo         |
| Longueville (Seine-et-Marne) | Musée vivant du chemin de fer (AJECTA)                                                                                | Locomotive-tender, chauffe au charbon, construite par ANF Blanc-Misseron à Blanc-Misseron en 1922.                                                                | 040 TA 137                         | Classée    | 1988               | « PM37001103 » | Proposez une photo         |
| Longueville (Seine-et-Marne) | Musée vivant du chemin de fer (AJECTA)                                                                                | Locomotive à tender séparé, chauffe au charbon, construite par les Ateliers d'Epernay en 1922.                                                                    | 130 B 476                          | Classée    | 1988               | « PM37000373 » | Proposez une photo         |
| Longueville (Seine-et-Marne) | Musée vivant du chemin de fer (AJECTA)                                                                                | Locomotive à tender séparé, chauffe au charbon, construite par Henschel en 1911 pour la Cie du Nord.                                                              | 3.628 Nord puis 230 D 116 SNCF     | Classée    | 2021               | « PM77005019 » | Proposez une photo         |
| Burnhaupt-le-Haut            | Trains à vapeur de Touraine (TVT) confiée à Train Thur Doller Alsace                                                  | Locomotive à tender séparé, chauffe au charbon, construite par Schneider au Creusot en 1922.                                                                      | 141 C 100                          | Classée    | 1988               | « PM37000374 » | Proposez une photo         |
| Gièvres                      | SNCF confiée pour restauration à APPMF.                                                                               | Locomotive à tender séparé, chauffe au charbon, construite par Batignolles-Châtillon à Nantes en 1922.                                                            | 230 G 353                          | Classée    | 1987               | « PM93000090 » | Proposez une photo         |
| Oignies                      | Centre de la Mine et du Chemin de Fer (CMCF)                                                                          | Locomotive à tender séparé, chauffe au charbon, construite par Cail (Denain) en 1931.                                                                             | 231 C 78                           | Inscrite   | 2018               | « PM62008680 » | Proposez une photo         |
| Saint-Pierre-des-Corps       | Amical des Amis et Anciens de la Traction Vapeur–Saint Pierre des Corps (A.A.A.T.V)                                   | Locomotive à tender séparé, chauffe au charbon, construite par Fives-Lille à Fives en 1937.                                                                       | 231 E 41                           | Classée    | 2003               | « PM37001085 » | Proposez une photo         |
| Sotteville-lès-Rouen         | Pacific Vapeur Club                                                                                                   | Locomotive à tender séparé, chauffe au charbon, construite par Batignolles-Châtillonà Nantes en 1922.                                                             | 231 G 558                          | Classée    | 1984               | « PM76001891 » | Proposez une photo         |
| Drancy                       | Matériel ferroviaire et patrimoine national                                                                           | Locomotive 231 K 8 et son tender 38 A 1, chauffe au charbon, construite par Henschel à Cassel en 1912.                                                            | Locomotive à tender séparé         | Classée    | 1987               | « PM94000247 » | Proposez une photo         |
| Volgelsheim                  | Chemin de fer touristique du Rhin                                                                                     | Locomotive 030 TB 130, chauffe au charbon, construite par la SACM à Graffenstaden en 1900.                                                                        | Locomotive-tender                  | Classée    | 1990               | « PM68000435 » | Proposez une photo         |
| Volgelsheim                  | Chemin de fer touristique du Rhin                                                                                     | Locomotive 030 TB 134, chauffe au charbon, construite par la SACM à Graffenstaden en 1900.                                                                        | Locomotive-tender                  | Classée    | 1992               | « PM68000667 » | Proposez une photo         |
| Volgelsheim                  | Chemin de fer touristique du Rhin                                                                                     | Locomotive-tender, chauffe au charbon, construite par Henschel & Sohn à Cassel en 1901.                                                                           | 020T no 5844                       | Classée    | 2020               | « PM68002095 » | Image manquante Téléverser |
| Volgelsheim                  | Chemin de fer touristique du Rhin                                                                                     | Locomotive-tender, chauffe au charbon, construite par Cockerill à Seraing en 1913.                                                                                | 020T no 2850 à chaudière verticale | Classée    | 2020               | « PM68002096 » | Image manquante Téléverser |
| Volgelsheim                  | Chemin de fer touristique du Rhin                                                                                     | Locomotive-tender, chauffe au charbon, construite par Fives-Lille à Givors en 1923.                                                                               | 020T no 4353                       | Classée    | 2020               | « PM68002098 » | Image manquante Téléverser |
| Volgelsheim                  | Chemin de fer touristique du Rhin                                                                                     | Locomotive-tender, chauffe au charbon, construite par Decauville à Corbeil-Essonnes en 1922.                                                                      | 020T no 7006                       | Classée    | 2020               | « PM68002108 » | Image manquante Téléverser |
| Vigy                         | Chemin de fer touristique de la vallée de la Canner                                                                   | Locomotive-tender, chauffe au charbon, construite par la Lokomotivfabrik Hohenzollern à Dusseldorf en 1901, no 1395.                                              | 020 T2 "Barbara"                   | Classée    | 1985               | « PM57000404 » | Proposez une photo         |
| Vigy                         | Chemin de fer touristique de la vallée de la Canner                                                                   | Locomotive-tender, chauffe au charbon, construite par la Société Krupp à Essen en 1924, no 741 .                                                                  | 030 T1                             | Classée    | 1985               | « PM57000405 » | Proposez une photo         |
| Saint-Germain-d'Arcé         | Dépôt de l'Association pour la préservation et l’entretien du matériel à voie étroite                                 | Locomotive-tender DFB(Deutsche Feldbahn), chauffe au charbon, construite par Orenstein & Koppel à Berlin en 1918.                                                 | 040 T n°2166                       | Classée    | 2010               | « PM72001398 » | Proposez une photo         |
| Saint-Germain-d'Arcé         | Dépôt de l'Association pour la préservation et l’entretien du matériel à voie étroite                                 | Locomotive-tender, chauffe au charbon, construite par Borsig en 1911.                                                                                             | 020 T n°7983                       | Classée    | 2010               | « PM72001396 » | Proposez une photo         |
| Beillé                       | Chemin de fer touristique de la Sarthe                                                                                | Locomotive-tender type saddle-tank, construite en 1917 par Bagnall (en).                                                                                          | 020 T n°8                          | Classée    | 1987               | « PM72000184 » | Proposez une photo         |
| Beillé                       | Chemin de fer touristique de la Sarthe                                                                                | Locomotive-tender bi-cabine, construite en 1926 par Schneider au Creusot pour la Compagnie des chemins de fer de grande banlieue (CGB).                           | 030 T n°103                        | Classée    | 1987               | « PM91000295 » | Proposez une photo         |
| Saint-Quentin                | CFTV. Propriété de la FACS - Patrimoine Ferroviaire                                                                   | Locomotive-tender, chauffe au charbon, construite pour les mines de La Grand-Combe (HBC n°1) par la SACM en 1953.                                                 | 030 T 8157                         | Classée    | 1988               | « PM13000800 » | Proposez une photo         |
| Montabon                     | Rotonde ferroviaire de Montabon. Propriété de la FACS - Patrimoine Ferroviaire                                        | Locomotive-tender, chauffe au charbon, construite par Corpet-Louvet en 1948 pour les Houillères du Bassin des Cévennes (HBC n° 8).                                | 030 T 8 dite « Léonie »            | Classée    | 1988               | « PM13000799 » | Proposez une photo         |
| Lyon                         | Fondation de l'Automobile Marius-Berliet                                                                              | Locomotive-tender « Colibri », chauffe au charbon, construite par Marius Patay en 1886.                                                                           | 020 T                              | Classée    | 1994               | « PM01000398 » | Proposez une photo         |
| Rannée                       | | Locomotive-tender, chauffe au charbon, construite par Fives-Lille en 1927, type 142A, no 4533                                                                     | 020 T no 1 « Vesta »               | Classée    | 1985               | « PM57000403 » | Image manquante Téléverser |
| Denain                       | Cercle d'Études Ferroviaires Nord                                                                                     | Locomotive-tender à chaudière verticale, chauffe au charbon, construite par la Société française de constructions mécaniques en 1913, type 138, no 3543           | 020 T                              | Classée    | 1987               | « PM59000382 » | Image manquante Téléverser |
| Saint-Girons-d'Aiguevives    | | Locomotive-tender, chauffe au charbon, construite par Henschel & Sohn à Cassel en 1917, no 15271                                                                  | 040 T                              | Classée    | 1997               | « PM80001620 » | Image manquante Téléverser |
| Froissy                      | P'tit train de la Haute Somme                                                                                         | Locomotive-tender, chauffe au charbon, construite par Decauville à Corbeil en 1928, no 1825                                                                       | 030 T                              | Inscrite   | 1986               | « PM80005146 » | Proposez une photo         |
| Saint-Valéry-sur-Somme       | Chemin de fer de la baie de Somme                                                                                     | Locomotive-tender, chauffe au charbon, construite par Corpet-Louvet en 1907, no 1087                                                                              | 030 T                              | Inscrite   | 2017               | « PM80005403 » | Image manquante Téléverser |
| Saint-Valéry-sur-Somme       | Chemin de fer de la baie de Somme                                                                                     | Locomotive-tender, chauffe au charbon, construite par les Anciens Établissements Cail en 1889, no 2296                                                            | 030 T no 2                         | Inscrite   | 2019               | « PM80005963 » | Proposez une photo         |
| Draveil                      | Île de loisirs du Port-aux-Cerises                                                                                    | Locomotive-tender, chauffe au charbon, construite par Decauville à Corbeil en 1915, no 1583                                                                       | 030 T no 1                         | Inscrite   | 1990               | « PM91000426 » | Image manquante Téléverser |
| Villeneuve-la-Garenne        | Chemin de fer des Chanteraines                                                                                        | Locomotive-tender, chauffe au charbon, construite par Orenstein & Koppel en 1914, no 7429.                                                                        | 030 T                              | Classée    | 2005               | « PM92000245 » | Image manquante Téléverser |
| Villeneuve-la-Garenne        | Chemin de fer des Chanteraines                                                                                        | Locomotive-tender, chauffe au charbon, construite par la Société suisse de construction de locomotives et de machines en 1909, no 1991.                           | 020 T no 4                         | Inscrite   | 2008               | « PM95001279 » | Proposez une photo         |
| Sinnamary                    | Barrage de Petit-Saut                                                                                                 | Locomotive-tender, chauffe au charbon, construite par Krauss-Maffei ou Orenstein & Koppel                                                                         | 020 T                              | Inscrite   | 1993               | « PM97300056 » | Image manquante Téléverser |
| Limoges                      | Train Vienne-Vézère-Vapeur                                                                                            | Locomotive 231 K 82 et son tender 38 A 51 | Locomotive à tender séparé         | Inscrite   | 2023               | « PM87001827 » | Image manquante Téléverser |
| Limoges                      | Train Vienne-Vézère-Vapeur                                                                                            | Locomotive 140 C 38 et son tender 18 B 22 | Locomotive à tender séparé         | Inscrite   | 2025               | « PM87001826 » | Proposez une photo         |

## Locomotives diesel
| Commune                | Lieu                                                                                | Désignation | Type                                          | Protection | Date de protection | Base Palissy   | Image                      |
| ---------------------- | ----------------------------------------------------------------------------------- | --- | --------------------------------------------- | ---------- | ------------------ | -------------- | -------------------------- |
| Villeneuve-la-Garenne  | Chemin de fer des Chanteraines (CFC)                                                | Locotracteur Diesel à deux essieux, construit par Decauville à Corbeil en 1933.                                                       | Type 2,2 tonnes de 10 ch, no 643              | Classé     | 2011               | « PM92000272 » | Proposez une photo         |
| Butry-sur-Oise         | Musée des tramways à vapeur et des chemins de fer secondaires français              | Locotracteur diesel-électrique à trois essieux, construit pour les Tramways des Deux-Sèvres par Brissonneau et Lotz à Nantes en 1937. | LT1                                           | Classé     | 2002               | « PM95000941 » | Proposez une photo         |
| Uxegney                | Association pour la Restauration du Fort d’Uxegney et de la Place d’Épinal (ARFUPE) | Locotracteur blindé diesel-électrique à bogies, construit par la CFAMH à Saint-Chamond et Crochat en 1918                             | Type 14L-4-60                                 | Classé     | 2003               | « PM78001224 » | Proposez une photo         |
| Grez-sur-Loing         | Tacot des Lacs                                                                      | Locotracteur diesel-mécanique à essieux, construit par la Baldwin Locomotive Works en 1918                                            | Type 50HP, no 48630, matricule militaire 7118 | Classé     | 2005               | « PM77002217 » | Image manquante Téléverser |
| Chaillevette           | Train des mouettes                                                                  | Locomotive diesel-mécanique à bogies, construite pour la SNCF par Fives-Lille et CFD en 1965.                                         | BB 71008                                      | Inscrite   | 2020               | « PM17002692 » | Proposez une photo         |
| Guîtres                | Train touristique de Guîtres à Marcenais                                            | Locomotive diesel-électrique à bogies, construite par la General Electric en 1944                                                     | 75-ton « Drop Cab », BB 4033                  | inscrite   | 2024               | « PM33003017 » | Proposez une photo         |
| Saint-Lieux-lès-Lavaur | Chemin de fer touristique du Tarn                                                   | Locotracteur type 5DM25A no 40350, construit par la Whitcomb Locomotive Company (de) en 1945                                          | locotracteur diesel en voie de 50 cm          | inscrit    | 2015               | « PM81001842 » | Image manquante Téléverser |

## Locomotives électriques
| Commune               | Lieu                                                                                      | Désignation | Type     | Protection | Date de protection | Base Palissy   | Image                      |
| --------------------- | ----------------------------------------------------------------------------------------- | --- | -------- | ---------- | ------------------ | -------------- | -------------------------- |
| Aumetz                | Écomusée des mines de fer de Lorraine                                                     | Locomotive à courant continu 750 volts à bogies, construit par Alsthom en 1931                                                                                                   | BB no 6  | Classée    | 1994               | « PM57000449 » | Image manquante Téléverser |
| Montceau-Les-Mines    |                                                                                           | Locotracteur à accumulateurs à deux essieux, construit par la SACM en 1927 | Bo no 11 | Classé     | 1990               | « PM71000824 » | Image manquante Téléverser |
| Montceau-Les-Mines    |                                                                                           | Locomotive à courant continu 1500 volts à bogies, construite par la SACM en 1925                                                                                                 | BB no 1  | Classée    | 1990               | « PM71000823 » | Image manquante Téléverser |
| Ivry-sur-Seine        | Association E 525, au dépôt des locomotives SNCF d'Ivry.                                  | Locomotive à courant continu 1500 volts, châssis rigide avec essieux porteurs type 2D2, construite par Fives-Lille à Fives et la CEM en 1933.                                    | 2D2 5525 | Classée    | 1990               | « PM92000167 » | Proposez une photo         |
| Migennes              | Association Française de Conservation de Locomotive (AFCL), au dépôt de Laroche Migennes. | Locomotive à courant continu 1500 volts, châssis rigide avec essieux porteurs type 2D2, construite par Fives-Lille à Fives et la CEM en 1951.                                    | 2D2 9135 | Classée    | 1990               | « PM75002776 » | Proposez une photo         |
| Miramas               | Musée du Chemin de Fer de Nîmes.                                                          | Locomotive à courant continu 1500 volts à bogies, construite par CEF en 1929. | BB 4162  | Classée    | 1990               | « PM13001069 » | Proposez une photo         |
| Ivry-sur-Seine        | Matériel Ferroviaire Patrimoine National                                                  | Locomotive quadritension à bogies, construite par Alsthom à Belfort en 1970. | CC 40110 | Classée    | 2010               | « PM75004199 » | Proposez une photo         |
| La Plaine Saint-Denis | Parc des entrepôts des magasins généraux de Paris.                                        | Locotracteur industriel à accumulateurs, à trois essieux et cabine centrale, du Chemin de fer industriel de la Plaine Saint-Denis et d'Aubervilliers, construit par AEG en 1930. | Co no 2  | Classé     | 1994               | « PM93000334 » | Proposez une photo         |
| Pamiers               | monument à Pamiers                                                                        | Locomotive à courant continu 550 volts à bogies, construite par la Compagnie Générale Française de Tramway de Marseille en 1916.                                                 | BB no 2  | Classée    | 1990               | « PM09000858 » | Proposez une photo         |
| Lherm                 | Musée Cap Al Campestre                                                                    | Locotracteur à courant continu 550 volts à deux essieux, construit avant 1914.                                                                                                   | Bo no 4  | Classé     | 1990               | « PM09000857 » | Image manquante Téléverser |
| Teillay               | Mines de la Brutz                                                                         | Locotracteur à courant continu à deux essieux, type E53A, construit par Schneider-Westinghouse en 1950.                                                                          | Bo no 2  | Classé     | 1997               | « PM09000857 » | Image manquante Téléverser |

## Matériel déclassé ou détruit
La liste prend en compte les locomotives ayant été déclassées ou désinscrites, ou détruites alors qu'elles étaient classées ou inscrites au titre des monuments historiques. La date correspond à l'année de protection, la localisation à leur dernier emplacement connu ou leur emplacement actuel.
| Commune     | Lieu | Désignation                             | Type                                    | Protection      | Date de protection | Base Palissy   | Image                      |
| ----------- | ---- | --------------------------------------- | --------------------------------------- | --------------- | ------------------ | -------------- | -------------------------- |
| Saint-Denis |      | Locomotive BB 824, à voie normale       | Locomotive électrique à courant continu | Détruite (1997) | 1990               | « PM93000298 » | Image manquante Téléverser |
| Gray        |      | Locomotive A1AA1A 62001, à voie normale | Locomotive diesel-électrique            | Détruite (2022) | 1999               | « PM25001735 » | Image manquante Téléverser |